# El Arbi Hillel Soudani
El Arbi Hillel Soudani (Arabisch: العربي هلال سوداني) (Chlef, 25 november 1987) is een Algerijns voetballer die bij voorkeur als rechtsbuiten speelt. Hij speelt sinds 2019 bij het Griekse Olympiakos Piraeus. Daarvoor speelde hij bij ASO Chlef in Algerije, bij Vitória Guimarães in Portugal, bij Dinamo Zagreb in Kroatië en bij Nottingham Forest in Engeland. Hij komt sinds 2011 uit in het Algerijns voetbalelftal.

## Clubcarrière
Soudani debuteerde in mei 2006 op negentienjarige leeftijd voor ASO Chlef in de Algerian Championnat National tegen USM Annaba. In vijf seizoenen maakte hij 49 doelpunten in 116 competitiewedstrijden voor de club uit zijn geboortestad. Op 3 augustus 2011 tekende hij een driejarig contract bij het Portugese Vitória Guimarães. Hij debuteerde voor Vitória Guimarães in de UEFA Europa League tegen Atlético Madrid. In twee seizoenen maakte hij dertien doelpunten voor de Portugezen.
Op 27 juni 2013 tekende hij een vierjarig contract bij het Kroatische Dinamo Zagreb. Op 6 juli 2013 won hij in zijn eerste wedstrijd de Kroatische supercup met zijn nieuwe club van Hajduk Split. Op 12 juli 2013 maakte hij zijn eerste doelpunt in de Kroatische competitie tegen NK Osijek. In de eerste wedstrijd van het hoofdtoernooi van de UEFA Europa League (2014/15) tegen het Roemeense Astra Giurgiu wonnen de Kroaten met 5–1. Soudani maakte in deze wedstrijd de eerste drie doelpunten en assisteerde bij het laatste doelpunt van Ante Ćorić, die de geschiedenisboeken in ging als jongste doelpuntenmaker in de Europa League ooit. Met Dinamo Zagreb behaalde hij de landstitel in het seizoen 2013/14, 2014/15, 2015/16 en 2017/18. Hij werd in het seizoen 2017/18 verkozen tot speler van het seizoen.
In juni 2018 tekende Soudani een contract voor drie seizoenen bij Nottingham Forest uitkomende in de Engelse Championship. Soudani bleef slechts een seizoen in Engeland en verkaste in de zomer van 2019 naar de Griekse recordkampioen Olympiakos Piraeus.

## Interlandcarrière
Op 14 mei 2011 werd Soudani voor het eerst opgeroepen voor het Algerijns voetbalelftal door bondscoach Abdelhak Benchikha voor een kwalificatiewedstrijd voor het Afrikaans kampioenschap voetbal 2012 tegen Marokko. Op 4 juni 2011 debuteerde hij tegen Marokko. Hij kwam na 71 minuten op het veld als vervanger voor Rafik Djebbour. Op 26 mei 2012 maakte hij zijn eerste interlanddoelpunt in een oefeninterland tegen Niger (eindstand 3–0).
Onder directe auspiciën van wereldvoetbalbond FIFA speelde Soudani zeven kwalificatiewedstrijden voor het wereldkampioenschap voetbal 2014, waaronder de laatste en beslissende wedstrijd tegen Burkina Faso op 19 november 2013 (1–0 winst). Op het eindtoernooi in Brazilië speelde hij voor zijn land drie wedstrijden: twee in de groepsfase en de verloren achtste finale tegen de latere wereldkampioen Duitsland. Na honderd minuten (tiende minuut van de verlenging) werd Soudani vervangen door Abdelmoumene Djabou, die bij een 2–0 voorsprong van Duitsland nog in de laatste minuut het verschil terugbracht op één doelpunt. In de 18e minuut was een doelpunt van Soudani afgekeurd door scheidsrechter Sandro Ricci wegens buitenspel. Met Algerije nam Soudani deel aan het Afrikaans kampioenschap voetbal 2015, waar hij in de verloren kwartfinale tegen Ivoorkust (3–1 verlies) op aangeven van Riyad Mahrez in de 51ste minuut de 1–1 maakte.

## Erelijst
Dinamo Zagreb
- Landskampioen Kroatië

2013/14, 2014/15, 2015/16, 2017/18
- Kroatische voetbalbeker

2014/15, 2015/16
- Kroatische Supercup

2013
- Topscorer

2014/15, 2015/16, 2017/18